# كأس سلوفينيا 2003–04
كأس سلوفينيا 2003–04 هو موسم من كأس سلوفينيا. كان عدد الأندية المشاركة فيه 31، وفاز فيه نادي ماريبور.